# Goudstrand
Goudstrand of Zlatni pjasatsi (Bulgaars: Златни пясъци; Engels: Golden Sands, 'gouden kust') is een Bulgaarse badplaats gelegen aan de Zwarte Zee, op 17 kilometer ten noorden van Varna en in de gelijknamige oblast. Als vakantiebestemming is Zlatni pjasatsi vooral bekend onder de naam Goudstrand.